# Medalles del Cercle d'Escriptors Cinematogràfics de 2014
La cerimònia de lliurament de les medalles del Cercle d'Escriptors Cinematogràfics de 2014 va tenir lloc el 2 de febrer de 2015 al Cine Palafox de Madrid i fou presentada pels actors Nur Levi i Víctor Clavijo. Els premis tenien per finalitat distingir als professionals del cinema espanyol i estranger pel seu treball durant l'any 2014. Es van concedir un total de 19 premis. Es va concedir un premi homenatge a l'actor Arturo Fernández. Entre els patrocinadors de la gala hi eren la Fundació SGAE, la Fundació AISGE i A Contracorriente Films.
La gran guanyadora fou la pel·lícula La isla mínima d'Alberto Rodríguez Librero, va guanyar vuit medalles (millor pel·lícula, director, actor, actriu revelació, guió original, fotografia, muntatge i música), mentre que la segona en nominacions. El Niño de Daniel Monzón no en va obtenir cap. En canvi, Ocho apellidos vascos en va obtenir dues (millor actor secundari i millor actor revelació),
Després del lliurament de medalles es va projectar en primícia la pel·lícula El nostre últim estiu a Escòcia d'Andy Hamilton i Guy Jenkin.

## Pel·lícules candidates
| Pel·lícula                                        | Nominacions | Premis |
| ------------------------------------------------- | ----------- | ------ |
| La isla mínima                                    | 10          | 8      |
| El Niño                                           | 9           | 0      |
| Relatos salvajes                                  | 5           | 0      |
| Loreak                                            | 5           | 1      |
| Ocho apellidos vascos                             | 5           | 2      |
| Magical Girl                                      | 5           | 1      |
| Mortadel·lo i Filemó contra en Jimmy el Catxondo  | 2           | 2      |
| 10.000 km                                         | 3           | 0      |
| Paco de Lucía: La búsqueda                        | 2           | 1      |
| Todos están muertos                               | 2           | 0      |
| Carmina y amén                                    | 2           | 0      |
| Hermosa juventud                                  | 2           | 0      |
| Musarañas                                         | 2           | 1      |
| Rastres de sàndal                                 | 1           | 1      |
| La vida inesperada                                | 1           | 0      |
| Anochece en la India                              | 1           | 0      |
| 321 días en Michigan                              | 1           | 0      |
| Open Windows                                      | 1           | 0      |
| Marsella                                          | 1           | 0      |
| Antonio Vega. Tu voz entre otras mil              | 1           | 0      |
| ¡Zarpazos! Un viaje por el Spanish Horror         | 1           | 0      |
| Nacido en Gaza                                    | 1           | 0      |
| La Dixie i la rebel·lió zombi                     | 1           | 1      |
| Els Cap de Drap a la Selva de l'Arc de Sant Martí | 1           | 0      |
| Noche ¿de Paz? Holy Night!                        | 1           | 0      |

## Premis per categoria
| Millor pel·lícula | Millor direcció |
| --- | --- |
| - La isla mínima - El Niño - Relatos salvajes - Loreak | - Alberto Rodríguez Librero per La isla mínima - Daniel Monzón per El Niño - Carlos Vermut per Magical Girl - Damián Szifron per Relatos salvajes |
| Millor actor protagonista | Millor actriu protagonista |
| - Javier Gutiérrez per La isla mínima - Raúl Arévalo per La isla mínima - Javier Cámara per La vida inesperada - Luis Bermejo per Magical Girl | - Bárbara Lennie per Magical Girl - María León per Marsella - Macarena Gómez per Musarañas - Elena Anaya per Todos están muertos |
| Millor actor secundari | Millor actriu secundària |
| - Karra Elejalde per Ocho apellidos vascos - José Sacristán per Magical Girl - Jesús Carroza per El Niño - Antonio de la Torre Martín per La isla mínima                                                                                                | - Itziar Aizpuru per Loreak - Carmen Machi per Ocho apellidos vascos - Bárbara Lennie per El Niño - María León per Carmina y amén |
| Premi actor revelació | Premi actriu revelació |
| - Dani Rovira per Ocho apellidos vascos - Jesús Castro Romero per El Niño - David Verdaguer per 10.000 km - Carlos Rodríguez per Hermosa juventud | - Nerea Barros per La isla mínima - Ingrid García-Jonsson per Hermosa juventud - Natalia Tena per 10.000 km - Yolanda Ramos per Carmina y amén - Nagore Aramburu per Loreak |
| Millor guió original | Millor guió adaptat |
| - Rafael Cobos i Alberto Rodríguez Librero per La isla mínima - Carlos Vermut per Magical Girl - Borja Cobeaga i Diego San José per Ocho apellidos vascos - Daniel Monzón i Jorge Guerricaechevarría per El Niño - Damián Szifron per Relatos salvajes  | - Anna Soler-Pont per Rastres de sàndal - Javier Fesser, Cristóbal Ruiz i Claro García per Mortadel·lo i Filemó contra en Jimmy el Catxondo - Chema Rodríguez, David Planell i Pablo Burgués per Anochece en la India - Isabel Sánchez i Enrique García per 321 días en Michigan |
| Premi director revelació | Millor fotografia |
| - Juanfer Andrés i Esteban Roel per Musarañas - Carlos Marques-Marcet per 10.000 km - Beatriz Sanchís per Todos están muertos - Francisco Sánchez Varela per Paco de Lucía: La búsqueda                                                                 | - Álex Catalán per La isla mínima - Carles Gusi per El Niño - Kalo Berridi per Ocho apellidos vascos - Javier Agirre per Loreak |
| Millor música | Millor muntatge |
| - Julio de la Rosa per La isla mínima - Roque Baños per El Niño - Pascal Gaigne per Loreak - Gustavo Santaolalla per Relatos salvajes | - José M. G. Moyano per La isla mínima - Mapa Pastor per El Niño - Bernat Vilaplana i Sergio Rozas per Open Windows - Damián Szifron i Pablo Barbieri per Relatos salvajes |
| Millor llargmetratge d'animació | Millor documental |
| - Mortadel·lo i Filemó contra en Jimmy el Catxondo, de Javier Fesser - La Dixie i la rebel·lió zombi, de Ricardo Ramón i Beñat Beitia - Els Cap de Drap a la Selva de l'Arc de Sant Martí, d'Àlex Colls - Noche ¿de Paz? Holy Night!, de Juan Galiñanes | - Joaquín Sánchez Varela per Paco de Lucía: La búsqueda - Paloma Concejero per Antonio Vega. Tu voz entre otras mil - Víctor Matellano per ¡Zarpazos! Un viaje por el Spanish Horror - Hernán Zin per Nacido en Gaza                                                             |
| Millor pel·lícula estrangera | |
| - Nebraska, d'Alexander Payne - Interstellar, de Christopher Nolan - Ida, de Paweł Pawlikowski - Boyhood, de Richard Linklater | |
| Medalla d'honor | |
| Arturo Fernández | |
| Medalla a la labor de promoció del cinema | |
| Juan Zavala, director de comunicació de Turner España | |
| Medalla a la labor periodística i literària | |
| Francisco Blanco «Boquerini», webmaster de www.cineyteatro.es. | |